# Орден Братства и единства
Орден Братства и единства (сербохорв. Орден братства и јединства / Orden bratstva i jedinstva, словен. Red bratstva in enotnosti, макед. Орден братство и единство) — награда Социалистической Федеративной Республики Югославия, имевшая две степени.
Орден был учреждён Иосипом Брозом Тито 15 августа 1943 года Указом о награждениях в Народно-освободительной армии Югославии. 9 июня 1945 года Президиум Антифашистского вече народного освобождения Югославии принял закон «Об орденах и медалях Демократической Федеративной Югославии», по которому были созданы две степени ордена Братства и единства.
Награждение орденом проводилось «за личные заслуги в расширении братства между народами и народностями, за формирование и развитие политического и морального единства народа». 1 марта 1961 года Законом о наградах ФНРЮ было принято современное название ордена. В списке наград по важности орден I степени (орден Братства и единства с золотым венком) занимал 12-е место, орден II степени (орден Братства и единства с серебряным венком) — 21-е место.
Всего орденом были награждены 59 455 человек, из них 3870 — орденом с золотым венком и 55 675 — орденом с серебряным венком.